# Adam Lowry
Adam Lowry, född 29 mars 1993, är en amerikansk-född kanadensisk professionell ishockeyspelare som spelar för Winnipeg Jets i National Hockey League (NHL). Han har tidigare spelat på lägre nivåer för St. John's IceCaps i American Hockey League (AHL) och Swift Current Broncos i Western Hockey League (WHL).
Han draftades i tredje rundan i 2011 års draft av Winnipeg Jets som 66:e spelare totalt.
Lowry är son till den före detta ishockeyspelaren Dave Lowry, som tillbringade 19 säsonger i NHL och spelade mer än 1 000 matcher.

## Statistik
| 2007–2008  | Calgary Bisons Bantam AAA | AMBHL      | 33  | 27 | 21  | 48  | 56  | 12 | 4 | 6 | 10 | 10 |
|            | CBHA Blackhawks Midget AA |            | 1   | 0  | 1   | 1   | 0   | —  | — | — | —  | —  |
| 2008–2009  | Calgary Rangers           | AMMHL      | 29  | 29 | 25  | 54  | 51  | —  | — | — | —  | —  |
| 2009–2010  | Swift Current Broncos     | WHL        | 61  | 15 | 19  | 34  | 57  | 3  | 0 | 1 | 1  | 6  |
| 2010–2011  | Swift Current Broncos     | WHL        | 66  | 18 | 27  | 45  | 84  | —  | — | — | —  | —  |
| 2011–2012  | Swift Current Broncos     | WHL        | 36  | 12 | 25  | 37  | 90  | —  | — | — | —  | —  |
| 2012–2013  | Swift Current Broncos     | WHL        | 72  | 45 | 43  | 88  | 102 | 5  | 3 | 2 | 5  | 4  |
|            | St. John's IceCaps        | AHL        | 9   | 0  | 1   | 1   | 4   | —  | — | — | —  | —  |
| 2013–2014  | St. John's IceCaps        | AHL        | 64  | 17 | 16  | 33  | 49  | 17 | 2 | 3 | 5  | 16 |
| 2014–2015  | Winnipeg Jets             | NHL        | 1   | 0  | 0   | 0   | 2   | —  | — | — | —  | —  |
| NHL totalt | NHL totalt                | NHL totalt | 1   | 0  | 0   | 0   | 2   | —  | — | — | —  | —  |
| AHL totalt | AHL totalt                | AHL totalt | 73  | 17 | 17  | 34  | 53  | 17 | 2 | 3 | 5  | 16 |
| WHL totalt | WHL totalt                | WHL totalt | 235 | 90 | 114 | 204 | 333 | 8  | 3 | 3 | 6  | 10 |